# Моро, Фаншон
Фаншон Моро, настоящее имя Франсуаза Моро (фр. Fanchon Moreau; 1668 — после 1743) — французская оперная певица (сопрано).

## Биография
Фаншон (Франсуаза) Моро, певица Парижской оперы, родилась в 1668 году. Её родителями были Жан Моро и Жанна ле Турнёр. Об обстоятельствах её жизни известно немного. Жак-Бернар Дюрей де Нуанвиль в своей «Истории театра» (Histoire du théâtre de l’Opéra de l’Académie royale de musique en France, 1753) пишет, что она дебютировала в 1683 году в прологе к «Фаэтону» Люлли (возможно, в роли Астреи).
В труппу Парижской оперы входила и старшая сестра Франсуазы, Луизон Моро. С 1683 по 1692 год (когда Луизон ушла со сцены) обе сестры фигурировали в списках состава как «мадемуазель Моро». Известно, тем не менее, что именно Фаншон исполняла роли Орианы в «Амадисе» Люлли и Сидонии в его же «Армиде». С 1692 по 1702 год она также исполняла различные партии в операх Люлли, Шарпантье, Кампра, Детуша, Демаре, Колласса и Гатти. Эврар Титон дю Тийе в своём «Французском Парнасе» (Le Parnasse françois, 1732) утверждал, что Фаншон покинула сцену в 1708 году, однако в списках труппы её имя после 1702 года ни разу не упоминается. Дю Тийе уточняет также, что в 1743 году Фаншон была ещё жива.
Известно, что обе сестры были любовницами дофина; кроме того, Фаншон впоследствии стала любовницей Филиппа де Вандома. Имя Фаншон упомянуто во фривольном каноне Франсуа Куперена «La femme entre deux draps» — «Женщина меж двух простыней». Кроме того, образ Фаншон Моро вдохновил композитора на создание клавесинной пьесы «La tendre Fanchon» («Нежная Фаншон»).
Достоверно неизвестно, какие отношения связывали Фаншон Моро с её скандально известной современницей Жюли д’Обиньи, известной как мадемуазель де Мопен. Однако широко распространена легенда о том, что д’Обиньи пыталась покончить собой, после того как Моро решила с ней расстаться.